# Кун Сюэ
Кун Сюэ́ (кит. упр. 孔雪, пиньинь Kong Xue, р.26 августа 1991 в г.Гирин, провинция Цзилинь) — китайская шорт-трекистка, участвовала в Олимпийских играх 2014 года, двукратная чемпионка мира 2012 и  2014 годов в эстафете. Окончила Цзилиньский институт физического воспитания и Пекинский университет физического воспитания со степенью магистра.

## Биография
Кун Сюэ родилась в 1991 году в провинции Цзилинь. С 6-летнего возраста занялась конькобежным спортом, а в 2000 году занялась шорт-треком в Чанчуне. В 10-летнем возрасте прошла отбор в спортшколу. Будучи единственной дочерью в семье, и любимой родителями, Кун Сюэ также рано поняла, что родители из рабочего класса, возможно, не смогут создать для нее лучшие условия жизни и не смогут предоставить ей больше возможностей для жизненного выбора. После поступления в спортивную школу она проводила ежедневные напряженные тренировки.  
```
“Мне нравится кататься на коньках, и занятия физической культурой могут дать мне еще один выход” - говорила Кун Сюэ.
```

В 2003 году она была выбрана для тренировки в команде провинции Цзилинь. Впервые она участвовала в 2007 году на юниорском чемпионате мира в Млада Болеславе, где была третьей в суперфинале на 1500 м и в эстафете выиграла серебряную медаль. 13 марта 2009 года на Национальном молодежном чемпионате по шорт-треку выиграла юношеский чемпионат среди женщин на дистанции 1500 метров.
В 2009 году на своём первом взрослом чемпионате Национальной лиги на дистанции 1500 м Кун получила порез шеи коньком, после чего ей наложили 16 швов. После операции она попросила продолжить участие в соревнованиях, чем вызвала аплодисменты у всех на дорожке. Кон Сюэ до сих пор не может забыть тот мучительный день:
```
 “Это был первый раз, когда я участвовала в турнире. Я готовилась долго и полноценно, и у меня большие надежды, особенно в эстафетах, моя цель - завоевать медали. Эта травма очень сильно ударила по мне.”
```

В последующие месяцы она была очень подавлена, и в юном возрасте у нее было сильное чувство разочарования. 29 ноября 2009 года в Циндао завершился Национальный чемпионат и отбор на зимние Олимпийские игры 2010 года в Ванкувере. Спортсменка команды Цзилинь Кун Сюэ заняла 2-е место в финале на 3000 м. 31 октября 2010 года на третьем весеннем соревновании Национальной лиги возглавила команду Центра Цзилинь Дунгуань, занявшую 1-е место в женской эстафете.
В январе 2011 года стала чемпионкой зимней Универсиады в Эрзуруме на дистанции 500 м и заняла 2-е место с командой в эстафете. В 2012 году заняла второе место в беге на 1500 метров и выиграла в беге на 3000 м и эстафете на 12-х Национальных зимних играх. В том же году завоевала золотую и две серебряные медали зимней Спартакиады народов КНР, а также стала обладательницей золотой медали в эстафете на чемпионате мира в Шанхае. 
В 2014 году была включена в состав китайской сборной для участия в зимних Олимпийских играх в Сочи, где была запасной в эстафете. После олимпиады в марте на чемпионате мира в Монреале выиграла свою вторую золотую медаль в эстафете. В феврале 2016 года она решила завершить карьеру после участия в 14-х Национальных зимних играх.
Однако шорт-трек - это еще не вся история жизни Кун Сюэ. Будучи студенткой колледжа Цзилиньского института физического воспитания также знает, как обогатить свою жизнь. Она вложила много энергии в изучение английского языка. В 2015 году поступила в класс чемпионов Пекинского университета физического воспитания, чтобы получить степень магистра, а в октябре 2016 года она посетила Университет Миннесоты в Соединенных Штатах в течение 9 месяцев. 

## Награды
- В 2013 году она была награждена Почетной спортивной медалью Главного управления спорта Китая
- В 2015 году Главное управление спорта Китая назвало ее Элитной спортсменкой международного класса.